# Down (album Sentenced)
Down – czwarty album fińskiego zespołu metalowego Sentenced, wydany 11 listopada 1996 roku przez wytwórnię Century Media Records. Jest to pierwszy album nagrany z udziałem nowego wokalisty Villego Laihiala. Grupa całkowicie odeszła od death/doom metalu, będąc pod nowym rockowym wpływem.
Według danych z kwietnia 2002 r. album sprzedał się w nakładzie 4575 egzemplarzy na terenie Stanów Zjednoczonych.

## Twórcy
- Ville Laihiala – śpiew
- Miika Tenkula – gitara, gitara basowa
- Sami Lopakka – gitara
- Vesa Ranta – perkusja

## Lista utworów
| Nr  | Tytuł utworu                              | Słowa                   | Muzyka        | Długość |
| --- | ----------------------------------------- | ----------------------- | ------------- | ------- |
| 1.  | „Intro – The Gate” (utwór instrumentalny) |                         | Miika Tenkula | 1:22    |
| 2.  | „Noose”                                   | Sami Lopakka            | Tenkula       | 4:01    |
| 3.  | „Shadegrown”                              | Lopakka                 | Tenkula       | 4:36    |
| 4.  | „Bleed”                                   | Lopakka                 | Tenkula       | 3:40    |
| 5.  | „Keep My Grave Open”                      | Lopakka                 | Lopakka       | 3:54    |
| 6.  | „Crumbling Down (Give up Hope)”           | Lopakka                 | Tenkula       | 5:26    |
| 7.  | „Sun Won’t Shine”                         | Lopakka                 | Tenkula       | 4:17    |
| 8.  | „Ode to the End”                          | Ville Laihiala, Lopakka | Tenkula       | 5:21    |
| 9.  | „0132” (utwór instrumentalny)             |                         | Tenkula       | 1:43    |
| 10. | „Warrior of Life (Reaper Redeemer)”       | Lopakka                 | Tenkula       | 3:42    |
| 11. | „I’ll Throw the First Rock”               | Lopakka, Laihiala       | Tenkula       | 3:26    |
|     |                                           |                         |               | 41:28   |